# Пахальчук Федір Єфремович
Федір Єфремович Пахальчук (Пахольчук) (нар. 16 листопада 1916, с. Дворик — пом. 24 січня 2012, Одеса, Україна) — радянський воєначальник, Герой Радянського Союзу (1944), контрадмірал, учасник радянсько-фінської та німецько-радянської воєн, почесний громадянин Одеси.

## Біографія
Народився 16 листопада 1916 року в селі Дворик Старокостянтинівського повіту Волинської губернії.
1935 — закінчив робітфак при політехнічному інституті в Одесі та вступив до Київського індустріального інституту.
1937 — розпочав навчання у Військово-морському училищі імені М. В. Фрунзе в Ленінграді (по комсомольському призову).
1939—1940 — брав участь у радянсько-фінській війні.
1941—1945 — командир 2-го дивізіону катерів-тральщиків 4-ї бригади тралення Червонопрапорного Балтійського флоту, який здійснив більш ніж 250 операцій з тралення, висадки десантів, супроводу підводних човнів і конвоїв, знищив понад 48 тис. морських мін, 11 кораблів і 3 літаки супротивника.
26 травня 1944-го в Нарвській затоці по катерних тральниках Пахальчука завдали повітряний удар 27 «юнкерсів» люфтваффе, у той час дивізіон знаходився на непротраленому мінному полі. Пахальчук наказав маневрувати та виставити димову завісу. Після чого німецькі бомбардувальники знизилися та почали обстріл із кулеметів. Вогнем у відповід 2 літаки були збиті, 3 серйозно ушкоджені. 1944 — Герой Радянського Союзу (22 липня 1944 року). Керував сотнями операцій по траленню акваторії. Зокрема, 18 червня 1945 року дивізіон Пахальчука знешкодив 400 мін.
1952 — закінчив командний факультет Військово-морської академії ім. К. Є. Ворошилова.
1952 — початок служби в Порт-Артурі, командував з'єднанням кораблів Тихоокеанського флоту.
1955 — призначений начальником штабу дивізії охорони водного району на Чорному морі, командував бригадою кораблів.
1960 — Командир бригади кораблів охорони водного району Червонопрапорного Чорноморського флоту (Одеса).
1965 — командир Потійської військово-морської бази на Чорному морі, контрадмірал.
1972 — вийшов у відставку.
31 рік був Головою Ради ветеранів АРК рибної промисловості «Антарктика».

## Пам'ять
- В Одесі, на будинку № 35/37 по вулиці Рішельєвській, де мешкав ветеран, було установлено меморіальну дошку на його честь[1].

### Нагороди
- орден Леніна, 1944,
- орден Червоного Прапора, 1943, 1956,
- орден Нахімова 2 ступеня, 1945
- орден Вітчизняної війни 1 ступеню, 1943, 1985,
- орден Червоної Зірки, 1942, 1953, 1970,
- медаль «За бойові заслуги», 1948.